# Synthol
Ne pas confondre avec un autre produit utilisé en culturisme, le Synthol.

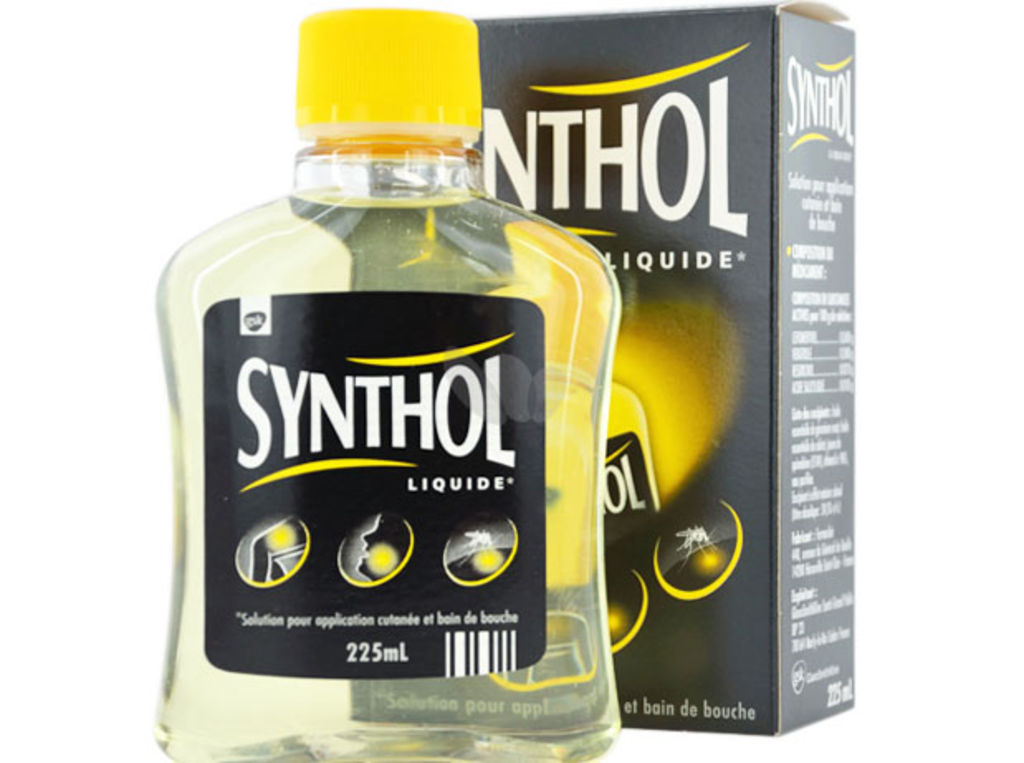
Produit phare de la gamme Synthol dans son emballage traditionnel

Le Synthol est un antalgique et antiseptique à usage local existant sous forme liquide et sous forme de gel. Initialement vendu pour un usage buccal en France depuis le milieu des années 1920, il est désormais destiné à une application cutanée uniquement. Dans le cadre d'une acquisition de plusieurs marques de santé grand public par le groupe Stada auprès de GSK, la gamme fait désormais partie du portefeuille du laboratoire EG LABO (filiale française du groupe Stada).

## Description
La formule actuelle du Synthol contient du lévomenthol, du vératrole, du résorcinol et de l'acide salicylique. La formule originelle contenait en plus  de l'hydrate de chloral et de l'alcool mais pas d'acide salicylique. 
Il est vendu en tant que médicament à usage externe pour nettoyer les plaies ou masser les muscles, en traitement des ecchymoses, contusions et piqûres d'insectes. Initialement, il était aussi utilisé en bain de bouche, mais la mention a disparu de l'emballage de la nouvelle formule.  Synthol liquide est vendu dans un emballage en carton noir distinctif, mais le Synthol est aussi conditionné sous forme de gel et de spray pour le traitement de la douleur musculaire.

## Histoire
Le Synthol a été créé au début du XXe siècle par Paul Ernest Roger, pharmacien né à Romorantin le 18 mai 1872, et développé par Maurice Bunau-Varilla, un important éditeur de presse du début du XXe siècle, qui en a fait la promotion comme un remède universel.
Ce produit est en rupture de stock depuis l'été 2014 et n'est plus commercialisé sans que soit connue la cause de cet arrêt . Le produit n'est plus présenté sur le site des laboratoires GSK, ce qui laisse penser à un retrait du marché. Un nouveau produit nommé SyntholKiné apparaît en avril 2015 sur le même site. Mais le lien avec le Synthol « historique » n'est pas clairement établi.
Le produit réapparait brièvement en juin 2016 avec la même composition, sans hydrate de chloral, lequel est interdit depuis 2001, et commercialisé sans indication « bain de bouche »,
Après une nouvelle interruption de commercialisation, le Synthol fait un nouveau retour fin 2022 sur les étagères des pharmacies.